# Орест Кипренски
Орест Адамович Кипренски (на руски: Орест Адамович Кипренский, 24 март 1782 — 17 октомври 1836) е руски художник, график и живописец, майстор на портретния жанр.

## Биография
Орест Кипренски е извънбрачен син на помешчика А. С. Дяконов. Роден е на 13 март (стар стил) 1782 г. до село Копорье, близо до Санкт Петербург. По документи е записан в семейството на крепостния селянин Адам Швалбе.
Освободен е от крепостничеството и през 1788 г. е зачислен във Възпитателното училище към Императорската академия на изкуствата под фамилията Кипренски. Учи в академията до 1803 г. Живее в Москва (1809 г.), Твер (1811 г.), Петербург (1812 г.), а в периода 1816—1822 и след 1828 г. — в Рим и Неапол.
Негови картини са „Портрет на А. Швалбе“ (1804 г.), „Портрет на Е. В. Давидов“ (1809 г.), „Девойка с плодове“ и „Читатели на вестници в Неапол“ (последните две картини – 1831 г.).
Сред най-известните му произведения са неговият автопортрет (1808 г.), портретите на поетите Константин Батюшков (1815 г., Музей към института по руска литература на Руската академия на науките, Петербург), Василий Жуковски (1816 г.), Александър Сергеевич Пушкин (1827 г.) и др.
През юли 1836 г. Кипренски се жени за Анне-Мария Фалкучи, за което предварително се налага да приеме католицизма.
Умира в Рим през октомври 1836 г. от пневмония и е погребан в църквата Сант Андреа деле Фрате.

## Галерия
- „Портрет на Александър Пушкин“, 1827
- „Портрет на З.А. Волконска“, 1829
- „Портрет на Константин Батюшков“, 1815
- „Циганка“, 1819
- „Бедната Лиза“, 1827
- „Читатели на вестници в Неапол“, 1831